# Opisthostoma lituus
Opisthostoma lituus là một loài air-breathing land snail với một nắp, a terrestrial gastropoda mollusca nằm trong họ Diplommatinidae.

## Phân bố
- Borneo[1]